# کربنات تالیم (I)
کربنات تالیم(I) (به انگلیسی: Thallium(I) carbonate) با فرمول شیمیایی Tl۲CO۳ یک ترکیب شیمیایی با شناسه پاب‌کم ۲۳۰۳۱ است. که جرم مولی آن ۴۶۸٫۷۷۶ g/mol می‌باشد. شکل ظاهری این ترکیب، بلورهای دستگاه بلوری راست‌لوزی سیاه است.